# Галимуллин, Харис Галимуллович
Харис Галимуллович Галимуллин (1932—2006) — татарский советский общественный и политический деятель, председатель колхоза. Депутат Совета Национальностей Верховного Совета СССР 11 созыва (1979—1989) от Татарской АССР.

## Биография
Родился 10 марта 1932 года в деревне Старая Салаусь Балтасинского района ТАССР. Вся трудовая биография Хариса Галимулловича была связана с родным районом. В годы Великой Отечественной войны с 12 лет начал трудиться в колхозе «Кызыл Татарстан». В 1948—1951 годах работал помощником комбайнёра, комбайнёром Балтасинской МТС, после службы в рядах Советской Армии снова вернулся в родной колхоз.
В 1964 году был направлен на учёбу по подготовке руководящих кадров при Казанском сельскохозяйственном институте, после её окончания назначен инструктором Балтасинского райкома КПСС.
В 1966 году избран председателем колхоза «Алга», а с 1971 года на протяжении 25 лет возглавлял колхоз имени газеты «Социалистик Татарстан». Внедрял в своем хозяйстве современные технологии, последовательно повышал урожайность сельскохозяйственных культур и продуктивность животноводства, достигал высокой эффективности производства. Колхоз имени газеты «Социалистик Татарстан» под его руководством неоднократно был участником и победителем ВДНХ СССР, удостаивался высоких государственных наград.
Был женат, имел четырех дочерей.
Умер 11 марта 2006 года.

## Основные труды
- Слагаемые урожая. 1985

## Награды
- орден Ленина
- орден Октябрьской Революции
- орден Трудового Красного Знамени
- Заслуженный агроном Татарской АССР
- Золотая медаль ВДНХ
- Почётная грамота Республики Татарстан
- медали